# Піроша
Піроша (рум. Piroșa) — село у повіті Селаж в Румунії. Входить до складу комуни Бебень.
Село розташоване на відстані 382 км на північний захід від Бухареста, 29 км на північний схід від Залеу, 62 км на північ від Клуж-Напоки.

## Населення
За даними перепису населення 2002 року у селі проживали 126 осіб, усі — румуни. Усі жителі села рідною мовою назвали румунську.